# Ahuitzotl
Ahuitzotl (náuatle/nauatle :  aːwisot͡ɬ  ; português  : Espinhos d'agua ; o ahuitzotl era um animal aquático místico  , ???? – 1502), foi o oitavo tlatoani de Tenochtitlan, reinou de  1486 a 1502

## Vida
Ahuitzotl foi o terceiro filho de Tezozomoc (filho de Itzcóatl) e de Atotoztli II (filha de Moctezuma Ilhuicamina), procurou desde o início se distinguir de seu predecessor, seu irmão Tízoc, empreendendo uma ampla campanha de conquistas .
Em um tempo relativamente curto Ahuízotl mais do que dobrou o tamanho de terras sob o domínio asteca. Acabou com a rebelião dos Huastecas além de conquistar os Mixtecas, os Zapotecas, e outros povos da Costa do pacífico do México até a parte ocidental da Guatemala . 
Após Ahuitzotl conseguir apaziguar o reino, começou uma nova onda de conquistas, incluindo o Vale de Oaxaca e a Costa de Soconusco. Devido ao aumento das escaramuças de fronteira com os Purépechas , Ahuitzotl conquistou a cidade fronteiriça de Otzoma e transformou a cidade em um posto militar. A população de Otzoma foi morta ou dispersa no processo. Os Purépechas posteriormente estabeleceram fortalezas nas proximidades para se protegerem contra uma possível expansão asteca.  A partir daí Ahuitzotl resolveu ampliar para o oeste ocupando a região do atual Guerrero .
Além de suas exitosas campanhas militares, Ahuízotl pôs grande empenho no desenvolvimento de Tenochtitlan, construindo novos templos e palácios, construindo um novo aqueduto desde Coyacan, além de, em 1487, finalizar os obras do Templo Mayor iniciadas por Tízoc . 
Após o reinado de Ahuitzotl, os astecas formavam a maior e mais poderosa facção da Tríplice Aliança. Baseando-se no prestígio que os astecas tinham adquirido ao longo das conquistas, Ahuitzotl passou a usar sozinho o título de Huey Tlatoani (Grande Orador) para se distinguir dos governantes de Texcoco e Tlacopan. Mesmo sob a forma de aliança o império já era uma realidade e o imperador asteca já assumia de forma nominal .
Ahuízotl não foi apenas um grande guerreiro, mas também um líder religioso muito forte, um bom diplomata e até um reputado economista. Expandiu o seu império pela força mas foi capaz de convencer e comerciar com os povos derrotados, abrindo as portas do império às aldeias remotas .
Em 1502, poucos dias depois de retornar da guerra em Xoconochco, ficou gravemente enfermo. "Era uma doença estranha e terrível e os médicos não conseguiam entender. Pensava-se que talvez ele tivesse sido envenenado por algum alimento que comeu naquela terra. Ahuízotl era um homem jovem, com boa saúde no corpo e no espírito. Com a doença ele começou a perder vigor, e quando morreu, estava reduzido a pele e osso. Ninguém sabia que remédio administrar, todo o possível foi feito para restaurar sua saúde. Todo mundo ficou comovido e sua morte causou imensa dor" . 
Depois da morte de Ahuízotl subiu ao poder o seu sobrinho Moctezuma Xocoyotzin.
| Precedido por Tízoc | 8º Tlatoani de Tenochtitlan 1486 - 1502 | Sucedido por Moctezuma II |
| Precedido por Tízoc | 5º Huey Tlatoani 1486 - 1502            | Sucedido por Moctezuma II |
| Precedido por Tízoc | 6º Tlacochcalcatl 1481 - 1486           | Sucedido por Moctezuma II |